# Geneshaft
Geneshaft (jap. ジーンシャフト jīn shafuto) – 13-odcinkowa seria anime w konwencji fantastyki naukowej stworzona przez Kazuki Akane.

## Zarys fabuły
W XXI wieku ludzkość, przez własną głupotę, doprowadziła do prawie całkowitej zagłady. Aby temu jednak zapobiec w XXIII wieku posłużono się inżynierią genetyczną i określono ściśle wiele zasad. Jedna z nich brzmi, że stosunek ilości kobiet do mężczyzn musi wynosić 9:1. Oprócz tego wyeliminowano takie uczucia jak miłość, czy żądza władzy. Każdy rodził się z odgórnie określonymi zdolnościami, zależnymi od posiadanego przez siebie typu genów (ang. gene type), a każdemu typowi przypisany został odpowiedni kolor.
Akcja serii rozpoczyna się od pojawienia się tajemniczego pierścienia, który jest prawdopodobnie wytworem obcej cywilizacji i stanowi spore zagrożenie. W tym momencie poznajemy także główną bohaterkę – Mikę Seido, szesnastoletnią podporucznik, która została wezwana do służby na najnowszym okręcie kosmicznym Bilkiss. Po przybyciu na pokład Mika dowiaduje się, że jest jedną z kandydatek na pilota nowej broni, w którą wyposażony jest statek – gigantycznego robota zwanego SHAFT, zbudowanego na podstawie technologii obcych, których szczątki znaleziono na jednym z księżyców Jowisza.